# 電子機器組立て技能士
電子機器組立て技能士（でんしききくみたてぎのうし）とは、国家資格である技能検定制度の一種で、都道府県職業能力開発協会（問題作成等は中央職業能力開発協会）が実施する、電子機器組立てに関する学科及び実技試験に合格した者をいう。
また、技能オリンピックなども開催されており、日本企業も参加している。

## 概要
電子機器組立て及びこれに伴う修理に必要な技能を見極める検定試験で、有線通信機器、無線通信機器、工業計測器、卓上電子計算機、テレビなど、電子回路を内蔵しているあらゆる機器について共通する、基本電子回路の技能が問われる。
おもにプリント配線にトランジスタ、ダイオード、ICなどを取り付け、端子間に配線、束線を施し、ハンダ付けをする作業を対象にしている。
等級には、特級及び1級～3級まであり、特級は管理者または監督者が通常有すべき技能の程度、1級～3級はそれぞれ上級技能者、中級技能者、初級技能者が通常有すべき技能の程度と位置づけられている。
平成16年度より3級に合格している高校生は在学中に2級を受検することができるようになり、平成17年度には高校生で初めての「2級電子機器組立て技能士」、平成18年度には女子高生第1号の「2級電子機器組立て技能士」が誕生した。

## 受検資格
- 特級：1級合格後、実務経験5年以上
- 1級：実務経験7年以上
- 2級：実務経験2年以上
- 3級：実務経験6ヶ月以上

※職業訓練歴や学歴により実務年数は異なる。

## 試験内容

### 学科試験

#### 試験形式
- 特級：五肢択一方式(50問、試験時間＝2時間)
- 1級：真偽法及び四肢択一法(50問、試験時間＝1時間40分)
- 2級：真偽法及び四肢択一法(50問、試験時間＝1時間40分)
- 3級：真偽法、問題数(30題、試験時間＝1時間)

#### 試験科目
- 1.電子機器
  - 1-1.電子機器用部品の種類、性質及び用途
  - 1-2.電子機器の種類及び用途
- 2電子及び電気
  - 2-1.電子とその作用
  - 2-2.電気及び磁気の作用
  - 2-3.電子回路
  - 2-4.電気回路
- 3.組立て法
  - 3-1.電子機器の組ての方法
  - 3-2.電子機器の組てに使用する自動機及び器工具の種類及び使用方法
  - 3-3.手仕上げ
  - 3-4.電子機器の計測
  - 3-5.工作測定の方法
  - 3-6.品質管理
- 4.材料
  - 4-1.半導体材料、導電材料、抵抗材料、磁気材料及び絶縁材料の種類、性質及び用途
- 5.製図
  - 5-1.日本工業規格に定める図示法、電気用図記号及びシーケン制御用展開接続図
- 6.安全衛生
  - 6-1.安全衛生に関する詳細な知識

### 実技試験

#### 特級
- ペーパーテスト
  - 工程管理、作業管理、品質管理、原価管理、安全衛生管理、作業指導及び設備管理について行う。(試験時間＝3時間)

#### 1級
- 電子機器組立て作業
  - シャーシ、プリント配線板、IC、トランジスタ等の部品を用い、束線設計及び試験当日指示されるプリント板配線作業を行って、省エネコントローラの組立てを行う。(標準試験時間＝4時間 打ち切り時間＝4時間30分)

#### 2級
- 電子機器組立て作業
  - シャーシ、プリント配線板、IC、トランジスタ等の部品を用い、束線は束線図を参考として束線を作製し、省エネコントローラの組立てを行う。(標準試験時間＝4時間 打ち切り時間4時間30分)

#### 3級
- 電子機器組立て作業
  - シャーシ、専用プリント配線板、IC、トランジスタ等の部品を用い、光検出器の組立てを行う。(標準試験時間＝1時間30分 打ち切り時間2時間)

## 取得後の称号
技能検定に合格すると等級に応じて技能士の称号が付与される。名刺やホームページなどに資格を表記する際には「特級電子機器組立て技能士」、「1級電子機器組立て技能士」、「2級電子機器組立て技能士」、「3級電子機器組立て技能士」のように等級を明示する必要がある。等級の非表示、等級表示位置の誤り、職種名の省略表示などは不可である。
なお、職業能力開発促進法により、電子機器組立て職種の技能検定に合格していない者が電子機器組立て技能士と称することは禁じられている。

## 過去の実施状況

### 受検者数
- 平成23年度
  - 1級：1,201名
  - 2級：2,674名

### 合格率
- 平成23年度
  - 1級：43.4％
  - 2級：41.3％